# Arūnas Grumadas

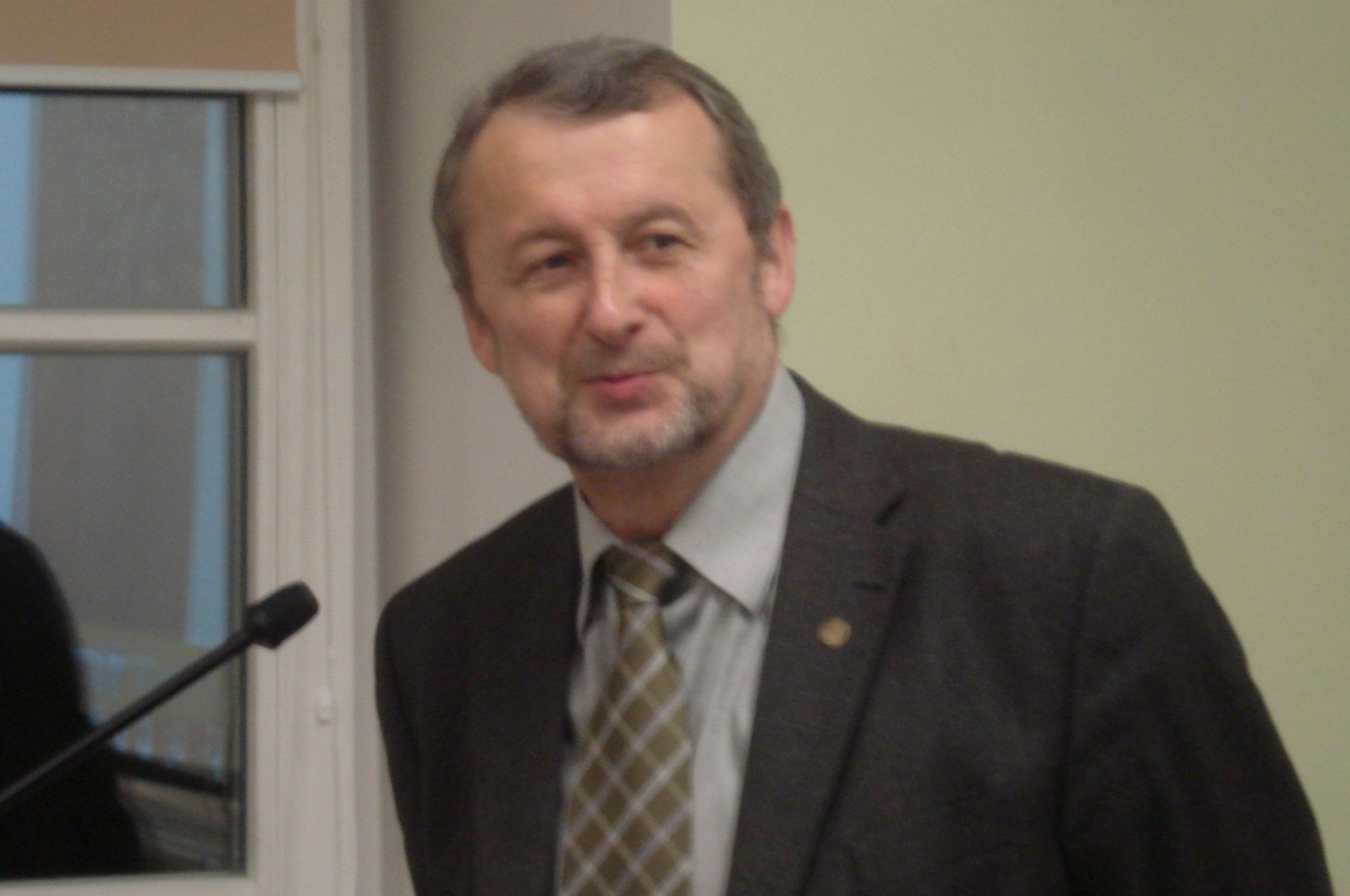
Arūnas Grumadas

Arūnas Grumadas (*  1. Februar 1951 in Kretinga) ist ein litauischer Politiker.

## Leben
Nach dem Abitur 1969 ab der 2. Mittelschule Vilnius absolvierte er 1974 das Diplomstudium der Physik an der Vilniaus universitetas und promovierte 1983 an der Lomonossow-Universität in Moskau.
Von 1974 bis 1988 arbeitete er im  Institut für Chemie der Lietuvos mokslų akademija.
Von 1990 bis 1993 war er Vorsitzender des Deputatenrats Vilnius, von 1996 bis 2000 Mitglied des Seimas. Seit 2002 lehrt er an der Lietuvos teisės universitetas.
Ab 1988 war er Mitglied von Sąjūdis und 1992 Gründer der Lietuvos centro sąjunga sowie 2003 der Nacionalinė centro partija.